# Miltochrista karenkensis
Miltochrista karenkensis là một loài bướm đêm thuộc phân họ Arctiinae, họ Erebidae.